# Pedagogický institut
Pedagogický institut byl typ vysoké školy nečleněný na fakulty, který existoval v Československu v letech 1959 až 1966 a byl určen ke vzdělávání pedagogů vyučujících na základních školách. Součástí studia na pedagogických institutech byla i pedagogická praxe. V českých zemích vzniklo 14 pedagogických institutů, na Slovensku šest. Mohli na nich působit i vyučující bez vysokoškolského vzdělání.
V roce 1964 byla část pedagogických institutů přeměněna na pedagogické fakulty (v Praze, Brně, Olomouci, Trnavě a Prešově a samostatné v Českých Budějovicích, Plzni, Ústí nad Labem, Hradci Králové, Ostravě, Nitře a Banské Bystrici), pedagogický institut v Brandýse nad Labem byl sloučen s Pedagogickou fakultou Univerzity Karlovy a zbývajících sedm pedagogických institutů (v Karlových Varech, Liberci, Pardubicích, Jihlavě, Gottwaldově, Martině a Košicích) přestalo přijímat studenty a zaniklo v roce 1966.